# Sophie Zinga
Pour les articles homonymes, voir Sy.
Sophie Nzinga Sy, dénommée le plus souvent Sophie Zinga, est une styliste sénégalaise de prêt-à-porter.

## Biographie
Sophie Nzinga Sy est née au Sénégal, dans la deuxième partie des années 1980, et grandit aux États-Unis, avec 4 ans au Kenya. Sa mère, Yacine Fall, est économiste et diplomate, son père Jacques Habib Sy aussi,. À 7 ans, elle découvre l’univers de la mode par un documentaire consacré à Naomi Campbell. Elle fait dans un premier temps des études d’économie à la New School University à partir de 2007, puis des études de design à Parsons The New School for Design de 2009 à 2011,.
Elle rentre ensuite, en 2013, s’installer au Sénégal, après avoir créé à New York la marque Sophie Zinga et Baax Studio en septembre 2012. Elle ouvre une première boutique à Dakar. En 2019, elle crée une deuxième marque, Baax Studio. En 2021, elle fonde à Dakar un centre de formation au design.
Elle souhaite que l’Afrique se reflète dans ses collections, et choisit en conséquence les tissus et les thèmes de ses créations,,. Elle a quelques personnalités féminines africaines notoires comme clientes, comme Lupita Nyong'o.
En juillet 2024, le président Bassirou Diomaye Faye la nomme directrice de l'Agence pour la promotion et le développement de l'artisanat en remplacement de Papa Hamady Ndao. Cette nomination est critiquée dans la presse car sa mère est ministre du gouvernement Sonko et le président Bassirou Diomaye Faye avait promis de ne pas reproduire les pratiques népotiques de son prédécesseur,,.